# Wellhorn
Das Wellhorn ist ein Berg in den Berner Alpen.
Der Berg ist 3191 m ü. M. hoch und liegt südlich des Reichenbachtals und westlich des Rosenlauigletschers. Auf seinem Gipfel stossen die Gebiete der Gemeinden Meiringen, Grindelwald, Innertkirchen und Schattenhalb aneinander. Gut 1 km nordöstlich davon befindet sich der Gipfel des Klein Wellhorn (2701 m ü. M.).
Die Erstbesteigung erfolgte am 31. Juli 1866 durch Edmund von Fellenberg mit Christen Michel und Peter Egger über den Ostgrat.